# Сказ о Чапаеве
«Сказ о Чапа́еве» — советский рисованный легендарно-былинный мультипликационный фильм-сказка Михаила и Веры Цехановских, снятый на студии «Союзмультфильм» в 1958 году по сценарию Евгения Рысса. Фильм был выпущен к 40-летию Красной Армии. Особые убедительность и обаяние мультфильму придал голос Бориса Бабочкина, озвучившего натуралистично изображённый образ Чапаева, сыгранного актёром в фильме 1934 года.

## Сюжет
Мультфильм начинается так же, как заканчивается снятый на четверть века раньше фильм, — кадрами с раненым Чапаевым, плывущим среди кипящих от вражеских пуль речных волн. Но, в отличие от фильма, Чапаев не тонет: покрытые белой пеной гребни волн, передавая бойца друг другу, выносят его на берег. На берегу Чапаева встречают деревья и окружают его непроходимой стеной, не дающей пробраться белогвардейцам. Чудесную эту историю рассказывает сидящая на скале птица-орёл.
Спасают Чапаева от врагов сказочные растения и звери, а также волшебные силы: ветер, орлы, медведь, зайцы, белки, ужи, и даже деревья, одно из которых — дуб — обернулось стариком в рубахе и лаптях. Именно дуб-старик в ответ на сокрушения Чапаева об отсутствии боевого коня и оружия, ободряет его, говоря, что не всё тому одному бедных людей защищать, пришло время и бедным людям ему помочь. Река, трава и деревья преграждали дорогу погоне. Степные орлы принесли бурку, старик-дуб дал шашку, в великолепного коня обратилась рожь. Получив волшебную помощь, Чапаев не только не погибает, но и становится настоящим богатырём. «В неизменной папахе, на горячем коне, с шашкой наголо скачет В. И. Чапаев во главе красной конницы…»

## Съёмочная группа
| Сценарист                 | Евгений Рысс |
| Режиссёр-постановщик      | Михаил Цехановский |
| Режиссёр                  | Вера Цехановская |
| Ассистент режиссёра       | Лидия Ковалевская |
| Художники-постановщики    | Александр Беляков, Витольд Бордзиловский, Константин Карпов |
| Художники-мультипликаторы | Борис Бутаков, Фаина Епифанова, Владимир Крумин, Мстислав Купрач, Виктор Лихачёв, Борис Меерович, Рената Миренкова, Игорь Подгорский, Лидия Резцова, Николай Фёдоров, Фёдор Хитрук, Константин Чикин |
| Оператор                  | Николай Воинов |
| Композитор                | Юрий Левитин |
| Звукооператор             | Борис Фильчиков |
| Монтажёр                  | Лидия Кякшт |
| Текст песни               | Михаил Светлов |
| Роли озвучивали           | Андрей Абрикосов, Борис Бабочкин — Чапаев, Владимир Грибков, Евгения Козырева |

## Технические данные
| Название                | Сказ о Чапаеве             |
| Тип                     | рисованный или графический |
| Цветность               | цветной                    |
| Количество частей       | 3                          |
| Длина плёнки            | 694,35 м                   |
| Жанр                    | легенда, сказка, былина    |
| Продолжительность       | 25 минут 24 секунды        |
| Студия                  | «Союзмультфильм» (Москва)  |
| Дата производства       | 1958 год                   |
| Дата выпуска            | июль 1958 года             |
| Прокатное удостоверение | РУ 26.V 1958 г.            |

## Критика, описание
А. Семенов нашёл, что коллектив «Союзмультфильма» в картине «Сказ о Чапаеве» впервые в истории советской мультипликации с честью справился с задачей оживления на экране конкретного исторического образа с одновременным полным сохранением сказочной поэзии, создав волнующий патриотический фильм. При этом особые убедительность и обаяние мультфильму придал голос актёра, озвучившего Чапаева, — народного артиста Бабочкина.
«Сказ о Чапаеве» — один из двух первых советских мультфильмов на тему Гражданской войны, снятый, как и «Сказка о Мальчише-Кибальчише» в 1958 году. Как отметил Н. П. Абрамов, опытный детский писатель Е. Рысс для воссоздания в рисованном фильме легендарного экранного образа закономерно выбрал близкую к героическому сказу, к былине, эпическую форму сценария. Но другие создатели фильма пренебрегли даже основами рисованной мультипликации и не сумели найти подходящие средства для воплощения задумок сценариста. Фальшиво пафосен орёл, торжественно вещающий со скалы текст «от автора». Диснеевские медвежата и зайцы, помогающие в меру сил главному герою и комментирующие происходящие с ним события, как будто добавлены лишь для подтверждения рисованности фильма, из которого, несмотря на натуралистичное изображение кинообраза Чапаева, воплощённого артистом Бабочкиным, романтичность этого самого образа куда-то пропала.
В. А. Кузнецова и Э. Д. Кузнецов отнесли «Сказ о Чапаеве» (вместе с фильмом «Девочка в джунглях») к двум работам переходного этапа творчества Михаила Цехановского, стремившегося уйти от сковывавших его творческую инициативу сложившихся стандартов и укоренившихся взглядов к выражению современной гражданственной мысли в большой мультипликации. Этот фильм стал для советской мультипликации одной из первых попыток создания героической сказки и первым в послевоенное время обращением к событиям революции и гражданской войны. В этом произведении режиссёр, при помощи своего поэтического таланта, пытался раскрыть маленьким зрителям идею о том, что подвиг во имя народного счастья приводит к бессмертию. Идея этого неровного по воплощению, но интересного по замыслу фильма сводилась к тому, что если над родной страной нависнет новая военная угроза, то вечно живой народный герой Чапаев вновь поскачет сокрушать врагов на своём боевом коне. Лучшие эпизоды фильма накалены высокой поэзией, заряжены революционной страстностью, этому способствовали присущие Цехановскому великолепное чувство движения, восторженность его красотой, одухотворение природы, фантастическая романтичность. Условность графики была вызвана стремлением вырваться за рамки натуралистических шаблонов, придать фильму стилистику и образ революционного плаката. Предопределённые сценарием, мельчившие тему и снижавшие его возвышенный суровый строй, эпизоды с участием сказочных зверей оказались вялыми, лишёнными поэтического огня. Большие художественная мысль и поэтическое чувство Цехановского не воплотились в индивидуально-оригинальную графическую форму, для этого ещё не хватило своеобразия и остроты графического стиля. Несоответствие идейно-эстетического содержания и графической формы навредило фильму. Видимые недостатки повлекли низкую оценку ленты критиками, не уловившими её революционную романтику.
Рабочие материалы фильма «Сказ о Чапаеве» хранятся в РГАЛИ. В. П. Васильева сочла этот фильм, выпущенный к 40-летию Красной Армии, «интересным примером изображения героев Гражданской войны в анимации». По мнению Васильевой, авторы ленты ставили перед собой задачу создать сказочно-былинный детский рассказ о Гражданской войне и воплотить новый, отличающийся от фильма Васильевых, былинно-мифический образ Чапаева. При этом Васильева решила, что озвучание главного героя было доверено актёру Бабочкину по причине прочной ассоциации созданного им образа с Чапаевым в сознании советских зрителей.